# Luvigny
Luvigny település Franciaországban, Vosges megyében. Lakosainak száma 117 fő (2022. január 1.). Luvigny Bionville, Grandfontaine, Raon-sur-Plaine és Vexaincourt községekkel határos.

## Népesség
A település népességének változása:
| Lakosok száma | 105  | 103  | 111  | 112  | 117  | 115  | 113  | 111  | 117  |
|               | 2013 | 2015 | 2016 | 2017 | 2018 | 2019 | 2020 | 2021 | 2022 |